# Maurice Dury
Maurice Dury (Herzele, 8 november 1947) is een Belgisch voormalig wielrenner, beroeps van 1970 tot 1974.
Hij was een sterk streekrenner en behaalde 12 overwinningen als beroepsrenner.

## Erelijst
- 1970

1e in Ronse - Doornik - Ronse
1e Sint-Lievens-Houtem
3e in Grote Prijs Gippingen
- 1971

1e in Omloop der Zennevalei
1e in Ninove
1e in Denderwindeke
1e in Dworp
1e in Herzele
- 1972

1e in Zomergem
1e in Heldergem
1e in Lokeren
- 1973

1e in Dr. Tistaertprijs - Zottegem
1e in GP Lucien Van Impe
- 1974

3de in eindstand "Tour de l'Oise (Frankrijk)

## Resultaten in voornaamste wedstrijden
| Jaar | Ronde van Italië | Ronde van Frankrijk | Ronde van Spanje |
| ---- | ---------------- | ------------------- | ---------------- |
| 1970 |                  |                     | opgave           |
| 1971 |                  |                     |                  |
| 1973 | opgave           |                     |                  |

| Jaar | Luik-Bast.‑Luik | Parijs-Tours |
| ---- | --------------- | ------------ |
| 1970 | 29e             | 20e          |
| 1971 |                 | 11e          |
| 1973 | 36e             |              |